# Jáma Františka
Jáma Františka ( Fanny-Schacht, Franciszka, Emil) byl černouhelný hlubinný důl v Černé Vodě na Žacléřsku. Byla založena kolem roku 1814.

## Historie
Jáma byla hloubena jako mělká jáma kolem roku 1814 (těžař Drnec). V roce 1815 v katastru Černé vody položil důlní míry Antonín a Ferdinand. K odvodnění jámy Františka byla ražena od Lampertického potoka štola Antoni. V roce 1872 Kamenouhelné těžířstvo bratří Müllerů koupilo od Rudolfa Mangera Jámu Františka a štolu Antoni. V letech 1889–1891 byla jáma Františka prohloubena do hloubky 75 m a vybavena parním strojem o výkonu 24 HP. V roce 1896 byl důl prodán Západočeskému báňskému akciovému spolku (ZBAS). Po ukončení druhé světové války byly doly ZBAS dány pod národní správu a od 1. ledna 1946 byly znárodněny a začleněny pod národní podnik Východočeské uhelné doly (VUD). V roce 1950 doly na Žacléřsku byly sloučeny a přejmenovány na Důl Jan Šverma. Těžba byla ukončena na Dole Jan Šverma v roce 1992. V roce 1955 byl důl Františka přejmenován na důl Emil.

## Jáma
Jáma obdélníkového profilu 4,8 x 2,5 m (světlý průřez 4,18 x 2,0 m) byla v letech 1889–1891 prohloubena  do hloubky 75 m, to je pod úroveň štoly Antoni (kóta +552,6 m n. m.). Z ohlubně  byla vyzděna cihlovým zdivem do hloubky 21 m, dále byla ve výdřevě. Jáma byla postupně prohlubována, v roce 1955 na konečnou hloubku 239 m (kóta + 337,47 m n. m.). V roce 1905 byla postavena kozlíková těžní věž, která byla obestavěna patrovou těžní budovou. V roce 1935 byl instalován elektrický těžní stroj vyrobený firmou Siemens. Jáma Františka byla propojena s jámou Eliška v úrovni II. patra. Jáma Františka byla těžní jámou, po roce 1945 sloužila jako těžebný šibík do úrovně IV. patra. Následně fungovala jako větrní jáma. V roce 1992 byla ukončena činnost jámy a v období 2001–2003 byla jáma zlikvidována zaplavením cemento-popílkovou směsí (plavená základka). Likvidace jámy byla ukončena 19. prosince 2003.

## Štola Antoni
Štolu Antoni (Antonín, Anton) razil těžař Rudolf Manger. V horních knihách je uvedeno datum 1840, ražba údajně probíhala v roce 1847. Štola byla dlouhá 160 m, průřez 2,0 x 2,0 m. Její ústí bylo v údolí Lampertického potoka v lokalitě Na Štole. Na opačném břehu Lampertického potoka ústila štola Prokopi. Štola byla dědičnou pro jámu Františka z níž odváděla důlní vodu a zabezpečovala větrání. Kolem roku  1848 štola Antoni ve vzdálenosti 55 m od ústí štoly nafárala dno jámy Alexander. Štolou bylo vytěžené uhlí z jámy Alexander prodáváno přímo před ústím štoly. Na blízký odval v údolí Lampertického potoka byl ukládán vytěžený kámen z dolu a kámen vytříděný z uhlí. Odval byl společný i pro štolu Prokopi. V roce 2013 byl ověřován stav štoly, s úkolem prokázat nebo vyvrátit propojení štol Antoni a Prokopi, ověřit složení vytékajících důlních vod pomocí kopané šachtice. Byl ověřen původní profil štoly, který je v cihelné obezdívce. Voda bude odvedena vodotečí do usazovací nádrže a pak vypouštěna do recipientu.

## Technická památka
Dne 8. února 1996 byla jáma Františka s těžní budovou a těžní věží prohlášená kulturní památkou ČR. Jáma Františka je součástí naučné trasy J. A. Komenského. Těžní budova byla pozměněna zazděním oken a otvorů a přistavěním přístavku. Těžní stroj z roku 1935 byl v roce 2008 zničen (krádež barevných kovů).